# Ayu-mi-x II version Acoustic Orchestra
ayu-mi-x II version Acoustic Orchestra – kolejna wersja albumu remiksowego ayu-mi-x II Ayumi Hamasaki. Album został wydany 8 marca 2000 roku w celu dalszego promowania drugiego albumu studyjnego LOVEppears piosenkarki. Zawiera symfoniczne aranżacje utworów. Znalazł się na 3. miejscu w rankingu Oricon. Sprzedano 200 750 kopii.

## Lista utworów
| #  | Tytuł                                       | Czas |
| -- | ------------------------------------------- | ---- |
| 1  | "Fly high" (Acoustic Orchestra version)     | 4:11 |
| 2  | "Who..." (Acoustic Orchestra version)       | 5:04 |
| 3  | "Boys & Girls" (Acoustic Orchestra version) | 3:40 |
| 4  | "TO BE" (Acoustic Orchestra version)        | 5:21 |
| 5  | "And then" (Acoustic Orchestra version)     | 4:56 |
| 6  | "End roll" (Acoustic Orchestra version)     | 4:23 |
| 7  | "immature" (Acoustic Orchestra version)     | 4:49 |
| 8  | "appears" (Acoustic Orchestra version)      | 5:13 |
| 9  | "End roll" (inst. melo version)             | 4:23 |
| 10 | "TO BE" (inst. melo version)                | 5:22 |
| 11 | "appears" (inst. melo version)              | 5:10 |
| 12 | "Who..." (inst. melo version)               | 5:04 |